# Altmannstein
Altmannstein is een gemeente in de Duitse deelstaat Beieren. De gemeente, met de status van Markt maakt deel uit van het Landkreis Eichstätt.
Altmannstein telt 7.038 inwoners.

## Dorpen

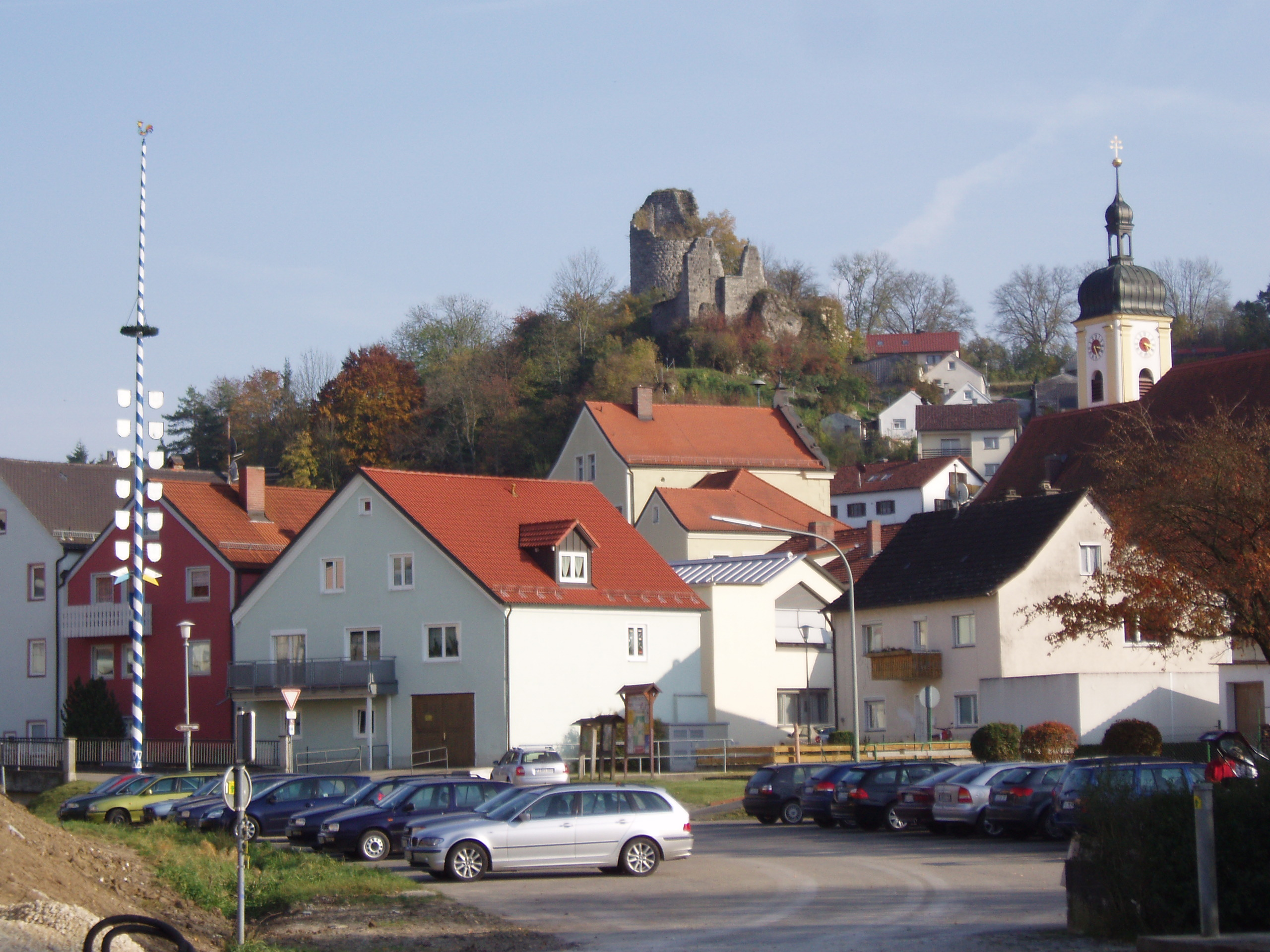
Altmannstein met ruïne

Altmannstein is vernoemd naar de burcht die in 1232 werd gebouwd door Alltmann II van Abensberg. Van de burcht rest nog een ruïne. De burcht met bijhorende rechten kwam aan het eind van de dertiende eeuw in het bezit van Hertog Lodewijk II van Beieren. De plaats kreeg in 1331 van Keizer Lodewijk de Beier marktrecht. In de 19e eeuw werd Altmannstein een gemeente in het Koninkrijk Beieren.
Naast de hoofdplaats omvat de gemeente de volgende kernen:
| - Berghausen - Hagenhill - Schwabstetten - Hexenagger - Laimerstadt | - Mendorf - Neuenhinzenhausen - Sollern - Pondorf - Sandersdorf | - Schafshill - Thannhausen - Schamhaupten - Steinsdorf - Tettenwang - Winden |

Altmannstein (Mendorf) is de geboorteplaats van de componist Johann Simon Mayr (1763 - 1845), de leraar van operacomponist Gaetano Donizetti.
Adelschlag ·
Altmannstein ·
Beilngries ·
Böhmfeld ·
Buxheim ·
Denkendorf ·
Dollnstein ·
Egweil ·
Eichstätt ·
Eitensheim ·
Gaimersheim ·
Großmehring ·
Hepberg ·
Hitzhofen ·
Kinding ·
Kipfenberg ·
Kösching ·
Lenting ·
Mindelstetten ·
Mörnsheim ·
Nassenfels ·
Oberdolling ·
Pförring ·
Pollenfeld ·
Schernfeld ·
Stammham ·
Titting ·
Walting ·
Wellheim ·
Wettstetten